# جک فاولر (بازیکن فوتبال، زاده ۱۹۰۲)
جک فاولر (انگلیسی: Jack Fowler; ۱۷ نوامبر ۱۹۰۲ – ۲۸ آوریل ۱۹۷۹ (aged 76)) بازیکن فوتبال اهل بریتانیا بود.
از باشگاه‌هایی که در آن بازی کرده‌است می‌توان به باشگاه فوتبال تورکی یونایتد و باشگاه فوتبال برادفورد سیتی اشاره کرد.